# Дефектура
Дефектура (лат. defectus — убывание, недостаток) — отсутствие в аптеке (аптечном учреждении) необходимого товара (медикамента).
Данный термин является узкоспециализированным и широко применяется только в отношении фармации. Наиболее частой причиной дефектуры является отсутствие данного товара у поставщиков, в связи с перерегистрацией, браком серий или проблемами с ввозом препарата в страну.
Также говорят о дефектуре, как об отсутствии определённого препарата, о наличии которого было заявлено в прейскуранте, городской справке и так далее.
О дефектуре говорят, как о локальной (товар отсутствует в определённой аптеке), региональной (товара нет у региональных дистрибьюторов), национальной (препарат отсутствует в стране или снят с производства, но имеет спрос) и глобальной.